# Amerikai vitorláskardoshal
Az amerikai vitorláskardoshal (Istiophorus platypterus) a sugarasúszójú halak (Actinopterygii) osztályának sügéralakúak (Perciformes) rendjébe, ezen belül a vitorláskardoshal-félék (Istiophoridae) családjába tartozó faj.

## Előfordulása
Az amerikai vitorláskardoshal elterjedési területe az Indiai- és a Csendes-óceán.

## Megjelenése
Ez a hal általában 270 centiméter hosszú, de akár 348 centiméteresre is megnőhet. 150 centiméteresen már felnőttnek számít. Eddig a legnehezebb kihalászott példány 100,2 kilogrammot nyomott. A hátúszóján nincs tüske, viszont 47-53 sugár, míg a farok alatti úszóján 2 tüske és 12-15 sugár ül. A hal háti része sötétkék, oldala barnás kék és hasi része ezüstös fehér. Felső állkapcsa kardszerűen meg van nyúlva. Nagy hátúszója vitorla alakú; rajta sok fekete kúp van. A hátúszó elülső része négyzet alakú; ennek az úszónak a legmagasabb pontja a közepén található. A hasúszók nagyon keskenyek és a végbélnyílásig érnek. Az oldalvonal a mellúszók felett görbített aztán a farokúszó tövénél kiegyenesedik. A testet borító pikkelyek tompa szélűek. A tudósok feltételezik, hogy a hátúszó a testhőmérséklet szabályozásában is szerepet játszik. Hűti vagy melegíti a halat, a helyzetnek megfelelően. A hátúszót véredények sokasága szövi át.

## Életmódja
Hosszú, kardszerű felső állkapcsával az óceánok leggyorsabb halaira vadászik, köztük a tonhalra és a makrélákra. Az amerikai vitorláskardoshal azért képes ezekre a gyors zsákmányállatokra vadászni, mivel csúcssebessége eléri a 108,8 km/h-t.
A legidősebb ismert példány 13 évet élt.

### Fordítás
- Ez a szócikk részben vagy egészben  az   Indo-Pacific sailfish című angol Wikipédia-szócikk fordításán alapul.  Az eredeti cikk szerkesztőit annak laptörténete sorolja fel. Ez a jelzés csupán a megfogalmazás eredetét és a szerzői jogokat jelzi, nem szolgál a cikkben szereplő információk forrásmegjelöléseként.